# Prosthecidiscus
Prosthecidiscus là chi thực vật có hoa trong họ Apocynaceae.